# Castelnuovo di Conza
Castelnuovo di Conza ist eine italienische Gemeinde mit 563 Einwohnern (Stand 31. Dezember 2023) in der Provinz Salerno in der Region Kampanien. Sie ist Bestandteil der Comunità Montana Tanagro - Alto e Medio Sele.

## Geografie
Die Nachbargemeinden sind  Caposele (AV), Teora (AV), Conza della Campania (AV), Laviano, Pescopagano (PZ) und Santomenna.